# Comuna Dobrin, Sălaj
Dobrin este o comună în județul Sălaj, Transilvania, România, formată din satele Deleni, Doba, Dobrin (reședința), Naimon, Sâncraiu Silvaniei și Verveghiu.

## Demografie
Componența etnică a comunei Dobrin
     Maghiari (73,55%)
     Români (21,61%)
     Romi (2,03%)
     Alte etnii (0,19%)
     Necunoscută (2,61%)
Componența confesională a comunei Dobrin
     Reformați (58,17%)
     Ortodocși (18,94%)
     Baptiști (9,22%)
     Adventiști (3,88%)
     Penticostali (2,61%)
     Romano-catolici (2,29%)
     Alte religii (2,16%)
     Necunoscută (2,73%)
Conform recensământului efectuat în 2021, populația comunei Dobrin se ridică la 1.573 de locuitori, în scădere față de recensământul anterior din 2011, când fuseseră înregistrați 1.660 de locuitori. Majoritatea locuitorilor sunt maghiari (73,55%), cu minorități de români (21,61%) și romi (2,03%), iar pentru 2,61% nu se cunoaște apartenența etnică. Din punct de vedere confesional, majoritatea locuitorilor sunt reformați (58,17%), cu minorități de ortodocși (18,94%), baptiști (9,22%), adventiști (3,88%), penticostali (2,61%) și romano-catolici (2,29%), iar pentru 2,73% nu se cunoaște apartenența confesională.

## Politică și administrație
Comuna Dobrin este administrată de un primar și un consiliu local compus din 11 consilieri. Primarul, Ferenc István Bogdán[*], de la Uniunea Democrată Maghiară din România, este în funcție din 2016. Începând cu alegerile locale din 2024, consiliul local are următoarea componență pe partide politice:
|  | Partid                                 | Consilieri | Componența Consiliului | Componența Consiliului | Componența Consiliului | Componența Consiliului | Componența Consiliului | Componența Consiliului | Componența Consiliului | Componența Consiliului |
|  | -------------------------------------- | ---------- | ---------------------- | ---------------------- | ---------------------- | ---------------------- | ---------------------- | ---------------------- | ---------------------- | ---------------------- |
|  | Uniunea Democrată Maghiară din România | 8          |                        |                        |                        |                        |                        |                        |                        |                        |
|  | Partidul Național Liberal              | 2          |                        |                        |                        |                        |                        |                        |                        |                        |
|  | Partidul Social Democrat               | 1          |                        |                        |                        |                        |                        |                        |                        |                        |

## Atracții turistice
- Biserica de lemn „Sfinții Arhangheli Mihail și Gavriil” din satul Doba, construcție Secolul al XVII-lea, monument istoric
- Biserica de lemn „Sfinții Arhangheli Mihail și Gavriil” din satul Dobrin, construcție 1720, monument istoric
- Casa memorială „Marton Gyula”
- Situl arheologic de la Sâncraiu Silvaniei
- Situl arheologic de la Naiom